# Pimelia ascendens
La pimelia del Teide (Pimelia ascendens) es una especie de escarabajo tenebriónido endémico de Tenerife, España. Es un escarabajo omnívoro de actividad nocturna o crepuscular que habita en zonas de matorral de alta montaña, habitualmente bajo piedras o entre las retamas.
Es una especie muy similar a Pimelia radula, tanto que en ocasiones se considera una subespecie de ella, P. r. ascendens. Difiere por una morfología elitral más suavizada, por la segunda costilla dorsal prácticamente lisa (casi como la primera), pero principalmente por la diferente altitud a la que viven, pues P. ascendens se encuentra desde 1500 y 2000 m, mientras que P. radula habita desde el nivel del mar hasta 800 m.
Como otras especies canarias del género Pimelia, se encuentra amenazada principalmente por la pérdida de hábitat debida a cambios en el uso del suelo y la fragmentación del hábitat o su degradación por vehículos, pero también por los residuos y la basura como latas y botellas, que se convierten en trampas, así como por la predación directa por ratas y gatos y la recolección de ejemplares.